# Fuck

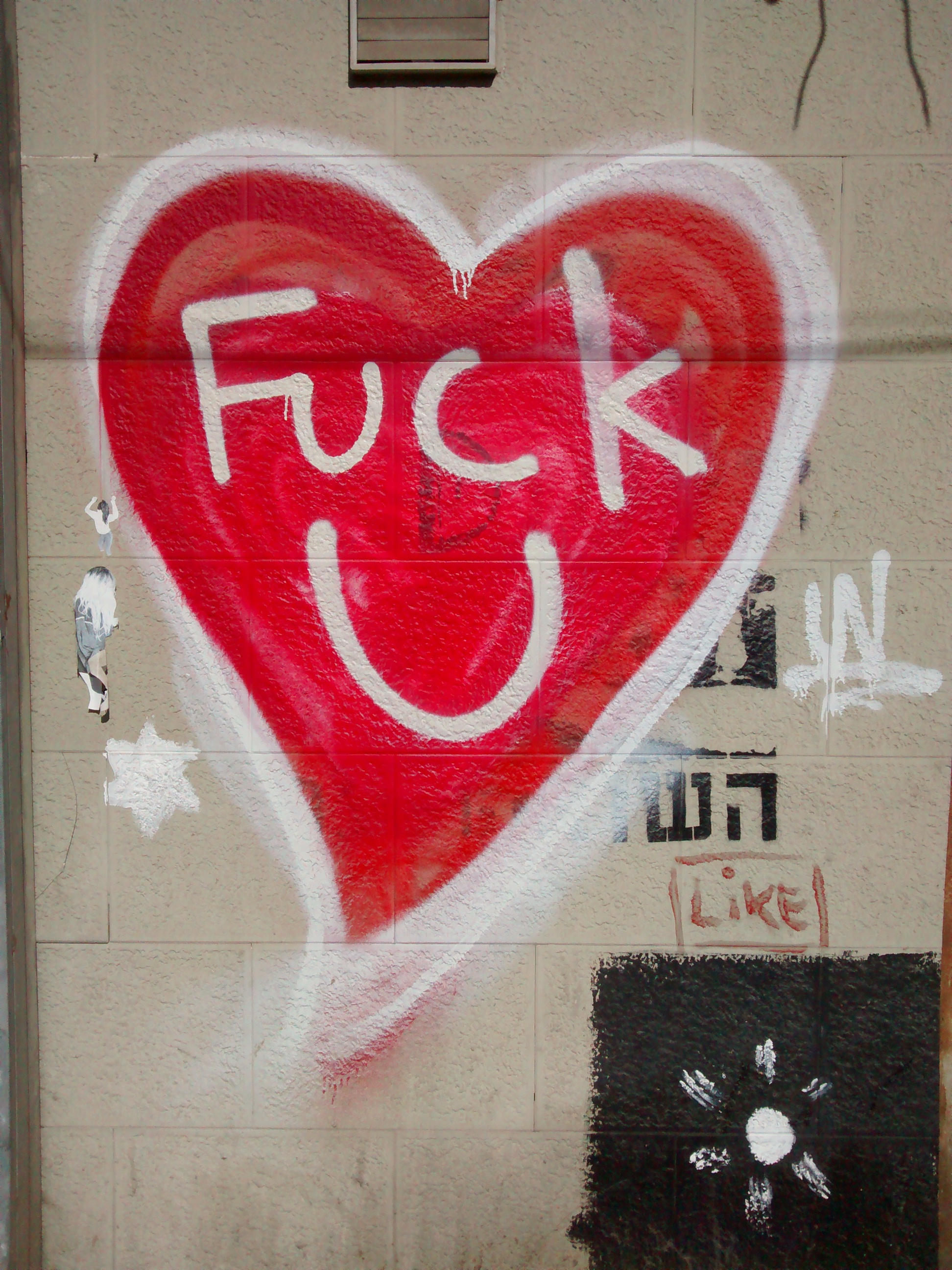
Графіті зі словом «fuck»

Fuck ([fʌk]) — англомовне вульгарне слово, лайка, що позначає коїтус. Його публічне вживання традиційно вважається образою для оточуючих та негідним вчинком для того, хто його застосував; однак за останні десятиліття це слово стало менш вульгарним і більш прийнятним у неформальному середовищі, зокрема публічному.

## Етимологія
Походження слова неясне, але ймовірно «fuck» споріднене германськими словами, а саме норвезьким діалектним «fukka» (злягатися), шведським діалектним «focka» (злягатися, вдаряти, штовхати) та «fock» (пеніс). Згідно з Оксфордським словником англійської мови, слово вперше зафіксовано в формі «fukkit» у 1503 році, а в сучасній формі найраніше згадується 1535 року в «Сатирі з трьох станів» сера Девіда Ліндсея. Ймовірно, що слово вживалося значно раніше, але не містилося в написаних текстах, і збереглися від староанглійської та середньоанглійської мови. Відоме ім'я з прізвищем Джон Факер (John le Fucker) 1278 року, проте значення прізвища тут достеменно не встановлено. Також у поемі XV ст. «Flen flyys» є псевдолатинське «fuccant», написане в оригіналі шифром.
Інша теорія простежує сучасне дієслово «to fuck» до середньоанглійського «fyke, fike» (неспокійно рухатися, вередувати), що також означало «байдикувати, фліртувати», і, ймовірно, походить від загального слова інгвеонських мов. Тут воно розглядається як паралельне до вульгарного середньоанглійського «swive» (мати статеві стосунки) та староанглійського «swifan» (злегка переміщатися, змахувати). Проте Оксфордський словник зауважує, що їхній зв'язок не показаний. Крім того відоме пояснення походження слова «fuck» від «firk» (сильно тиснути, бити). Можливий зв'язок з праінодоєвропейським *bhau- (вдаряти).
Міська легенда стверджує, що це слово є якоюсь абревіатурою. Така вигадка простежується в Інтернеті до 1995 року, але, ймовірно, існувала й раніше.

## Ужиток
Слово «fuck» в сучасній англійській мові вульгарне, хоча лишається дискусійним чи завжди воно було таким. Використовується для опису неприємних обставин або образи людей, як окремо так як частина складених слів на кшталт «motherfucker». Дослідження Андреа Мілвуда Гаргрейва у 2000 році про ставлення британської громадськості до цього слова показало, що воно вважається третьою за важкістю лайкою, його похідні — другими, а перше посідає «cunt». В деяких країнах воно замінило місцеві прокльони.
Слово переш за все вживається для вираження гніву чи роздратування. В словосполученнях «fuck it», «fuck you», або «fuck that» також виражає байдужість до когось чи чогось. І лише потім за буквальним значенням «мати секс із ким-небудь». Від нього утворюється прикметник «fucking», що підкреслює увагу або гнів щодо чого-небудь. Наприклад, «He's a fucking good player» (еквівалент українською «він збіса хороший гравець»). Може бути крім того прислівником, сполучником, вставним словом, іменником та займенником.
Воно є складовою абревіатур, як-от WTF (what the fuck), FML (fuck my life), STFU (shut the fuck up), та FUBAR (fucked up beyond all recognition), популяризованих солдатами в Другу світову війну.
Вульгарність цього слова дедалі зменшується. Канадське інформаційне агентство Canadian Press заохочує журналістів не піддавати цензурі це слово, хоча радить газетам друкувати його лише в тому випадку, якщо воно важливе для історії.

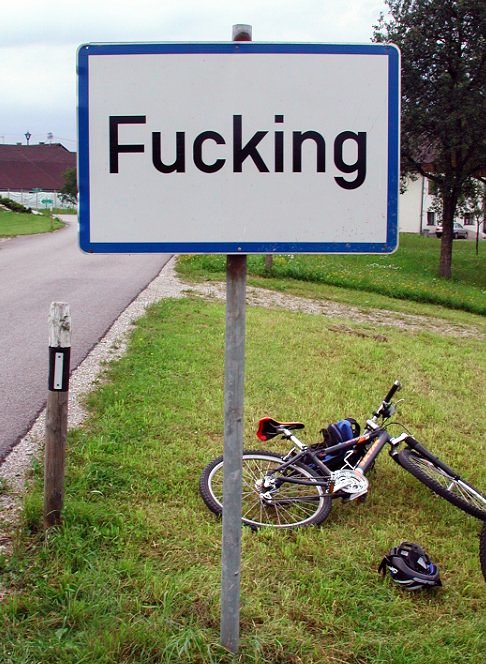
Дорожній знак в австрійському поселенні Фукінг, який часто викрадають. Є популярним місцем серед туристів.
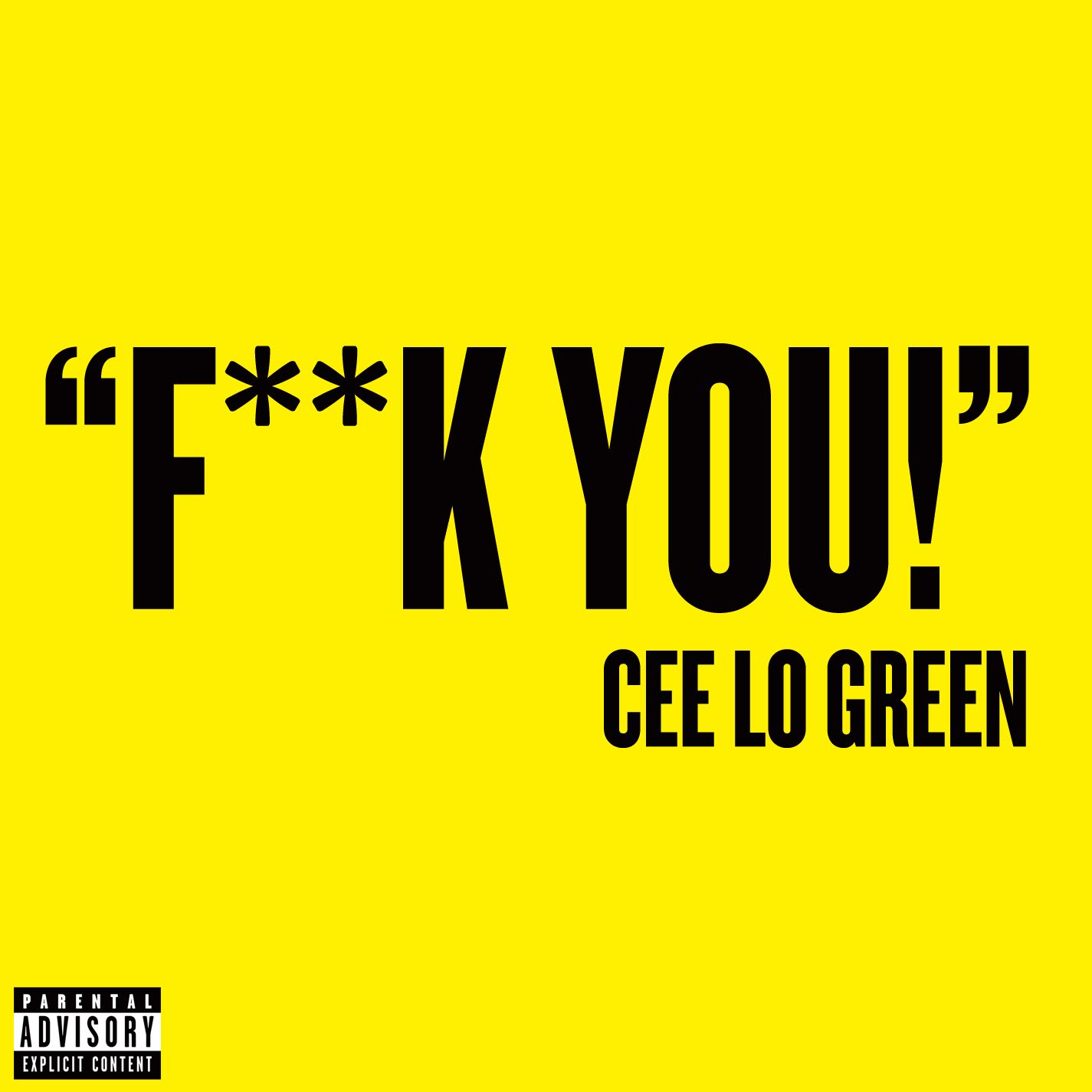
Обкладинка музичного синглу співака Томаса ДеКарло Коллевея
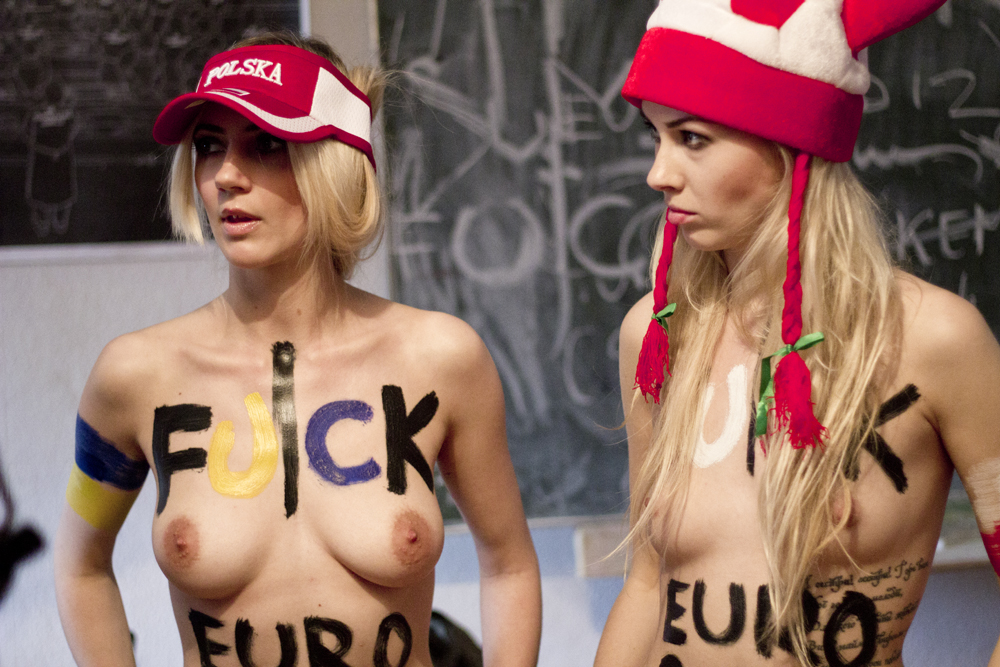
Протестний боді-арт активісток руху Фемен
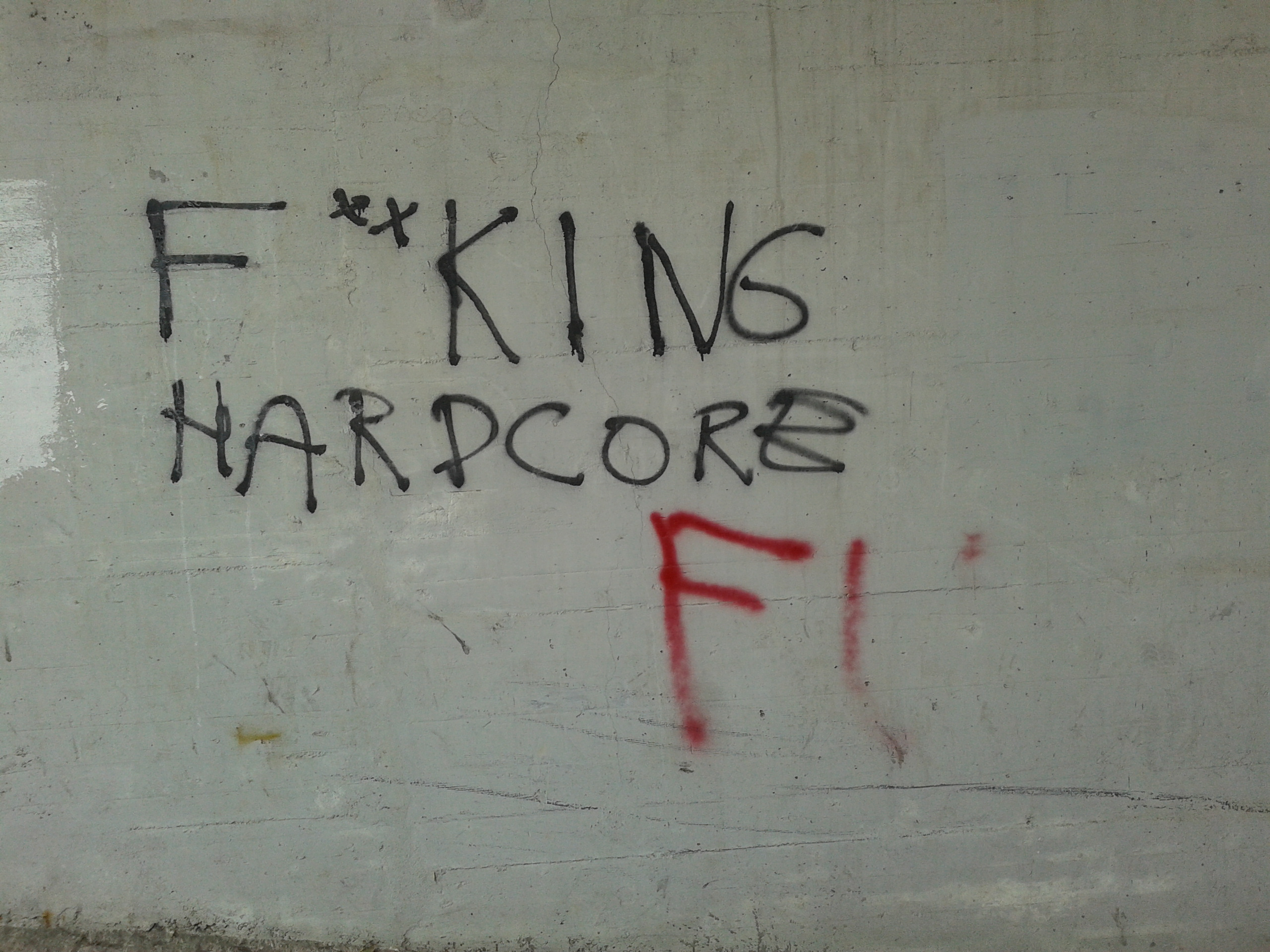
Графіті в Любляні
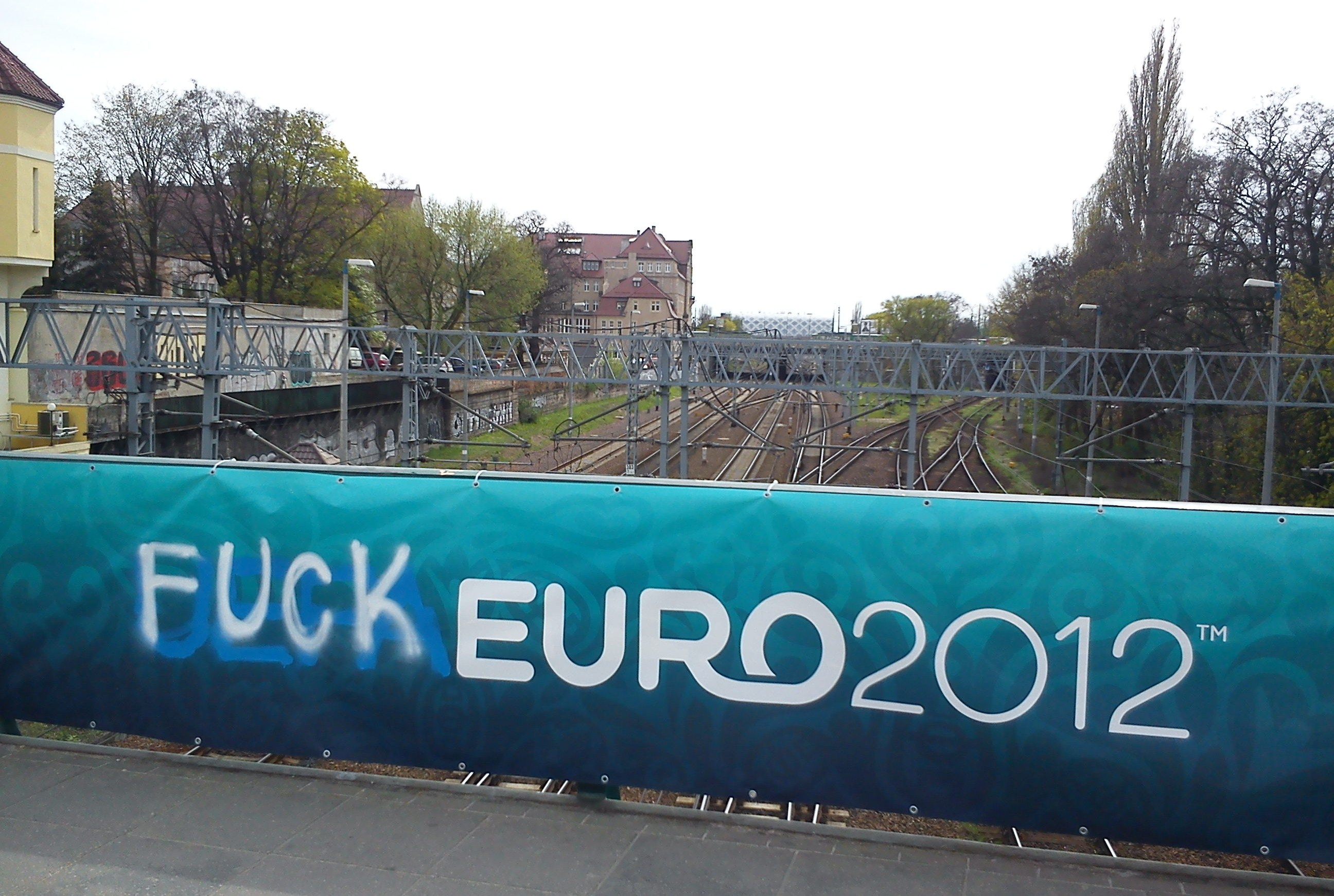
Напис в Познані: Fuck Euro2012